# Peribaea compacta
Peribaea compacta là một loài ruồi trong họ Tachinidae.